# ایستگاه نارایاما
ایستگاه نارایاما (انگلیسی: Narayama Station) یک ایستگاه راه‌آهن در نارا (ژاپن) در استان نارا است.